# Jüdischer Friedhof (Langenschwarz)
Der jüdische Friedhof in Langenschwarz, einem Ortsteil der Gemeinde Burghaun im Landkreis Fulda in Osthessen, ist ein geschütztes Kulturdenkmal. Er liegt an der Kreisstraße 142 nach Wehrda, etwa 300 Meter außerhalb des Dorfes auf einer Anhöhe links der Straße.
Der Friedhof wurde 1832 angelegt, nachdem die jüdische Privatgesellschaft am 16. Juli 1832 von Heinrich Schmidt einen Acker erworben hatte. Der Friedhof wurde bis um 1900 belegt.